# به خاطر یک مشت دلار
به خاطر یک مشت دلار (به انگلیسی: A Fistful of Dollars) یک فیلم وسترن اسپاگتی محصول سال ۱۹۶۴ به کارگردانی سرجیو لئونه با بازی کلینت ایستوود در اولین نقش اصلی خود، در کنار جان ماریا ولونته، ماریان کخ، ولفگانگ لوکشی، زیگهارت روپ، خوزه کالوو، آنتونیو پریتو و یوزف اگر در این فیلم ایفای نقش می‌کنند. این فیلم که محصول مشترک بین‌المللی ایتالیا، آلمان غربی و اسپانیا است، با بودجه کم (۲۰۰٫۰۰۰ دلار گزارش شده) فیلمبرداری شد و ایستوود برای بازی او ۱۵٫۰۰۰ دلار دستمزد دریافت کرد.
این فیلم که در سال ۱۹۶۴ در ایتالیا و در سال ۱۹۶۷ در ایالات متحده اکران شد، آغازگر محبوبیت ژانر وسترن اسپاگتی بود. پس از آن برای چند دلار بیشتر و خوب، بد و زشت، هر دو با ایستوود نیز بازی کردند. پس از اینکه کمپین تبلیغاتی آمریکایی از شخصیت ایستوود در هر سه فیلم به عنوان «مرد بی‌نام» نام برد، در مجموع، این فیلم‌ها به عنوان سه‌گانه دلار یا سه‌گانه مرد بی‌نام شناخته می‌شوند. هر سه فیلم به ترتیب تا سال ۱۹۶۷ در ایالات متحده منتشر شدند و ایستوود را به ستاره تبدیل کردند.
این فیلم به عنوان بازسازی غیررسمی فیلم آکیرا کوروساوا، بنام یوجیمبو (۱۹۶۱) شناخته شده است، که منجر به شکایت موفقیت‌آمیز توهو، شرکت سازنده یوجیمبو شد. کوروساوا مستقیماً به لئونه نامه نوشت و گفت: «سینیو لئون، من به تازگی این فرصت را داشتم که فیلم شما را ببینم. این فیلم بسیار خوبی است، اما فیلم من است. از آنجایی که ژاپن یکی از امضاکنندگان کنوانسیون برن در مورد حق چاپ بین‌المللی است. باید به من پول بدهی.» او و توهو ۱۵ درصد از درآمد فیلم را دریافت کردند، و اعتقاد بر این است که کوروساوا از تسویه حساب مالی بیشتر از آنچه در فیلم خود، یوجیمبو ساخته بود، درآمد کسب کرده است.

## داستان
در یک دهکده، بویی جز بوی مرگ به مشام نمی‌رسد. قانون وجود ندارد و اسلحه حرف اول و آخر را می‌زند. یک غریبه (با بازی کلینت ایستوود) وارد این دهکده شده و این آغازگر ماجرایی تازه است،در دهکده دو خانواده خلافکار  با افراد هفت تیر کشی که دارند رقیب یکدیگرند، هرکدام از خانواده ها سعی میکنن با تطمیع بیشتر،جوان گم نام رو به سمت خودش جلب کنه،و او هم در این بین از دوطرف سواستفاده می‌کند و....

## بازیگران
- کلینت ایستوود در نقش مرد بی‌نام
- جان ماریا ولونته در نقش برادر بزرگتر رامون‌ها
- ماریان کخ
- فرانک برانیا
- مارگاریتا لوسانو
- ناتسارنو ناتاله
- برونو کاروتنوتو
- ماریو برگا
- ادموندو تیـِگی
- دانیل مارتین
- آنتونیو پریتو
- راف بالتاساره (نامش در عنوان‌بندی فیلم نیامده)
- لوئیس باربو

## موسیقی
موسیقی این اثر را آهنگساز معروف، انیو موریکونه ساخته است.

## گیشه
تبلیغ برای این فیلم دشوار بود، زیرا هیچ توزیع کننده بزرگی نمی‌خواست شانس یک وسترن ساختگی و کارگردانی ناشناس را بگیرد. این فیلم در ۱۲ سپتامبر ۱۹۶۴ در ایتالیا اکران شد، که معمولاً بدترین ماه برای فروش بود.
علیرغم نقدهای منفی اولیه منتقدان ایتالیایی، محبوبیت فیلم در سطح مردمی گسترش یافت، و پس از اکران فیلم، ۲٫۷ میلیارد لیره (۴٫۳۷۵٫۰۰۰ دلار) در ایتالیا به دست‌آورد که بیش از هر فیلم ایتالیایی دیگر تا آن زمان بود. Iیوجیمبو این تعداد ۱۴٫۷۹۷٫۲۷۵ بلیط در ایتالیا فروخته شد. این فیلم همچنین ۴٫۳۸۳٫۳۳۱ بلیت در فرانسه و ۳٫۲۸۱٫۹۹۰ بلیت در اسپانیا فروخت، که مجموعاً بیش از ۱ میلیون دلار درآمد در مناطق بین‌المللی خارج از ایتالیا و آمریکای شمالی داشت و ۲۲٫۴۶۲٫۵۹۶ بلیت در اروپا فروخته شد.

## بازسازی‌ها
- در سال 2014، این فیلم توسط سینماتک بولونیا برای اولین نمایش بلوری و پنجاهمین سالگرد آن به صورت دیجیتالی مرمت و بازسازی شد. ترمیم دیجیتال فریم به فریم توسط شرکت پراساد کثیفی، پارگی، خط و خش و سایر عیوب را حذف کرد.[۱۲][۱۳]

- در سال ۲۰۲۴، دادالین گزارش داد که یک بازسازی فیلم با شرکت سازنده اصلی پشت آن در دست ساخت است.[۱۴]

## دنباله
- به خاطر چند دلار بیشتر
- خوب، بد، زشت